# Jan de Nul Group

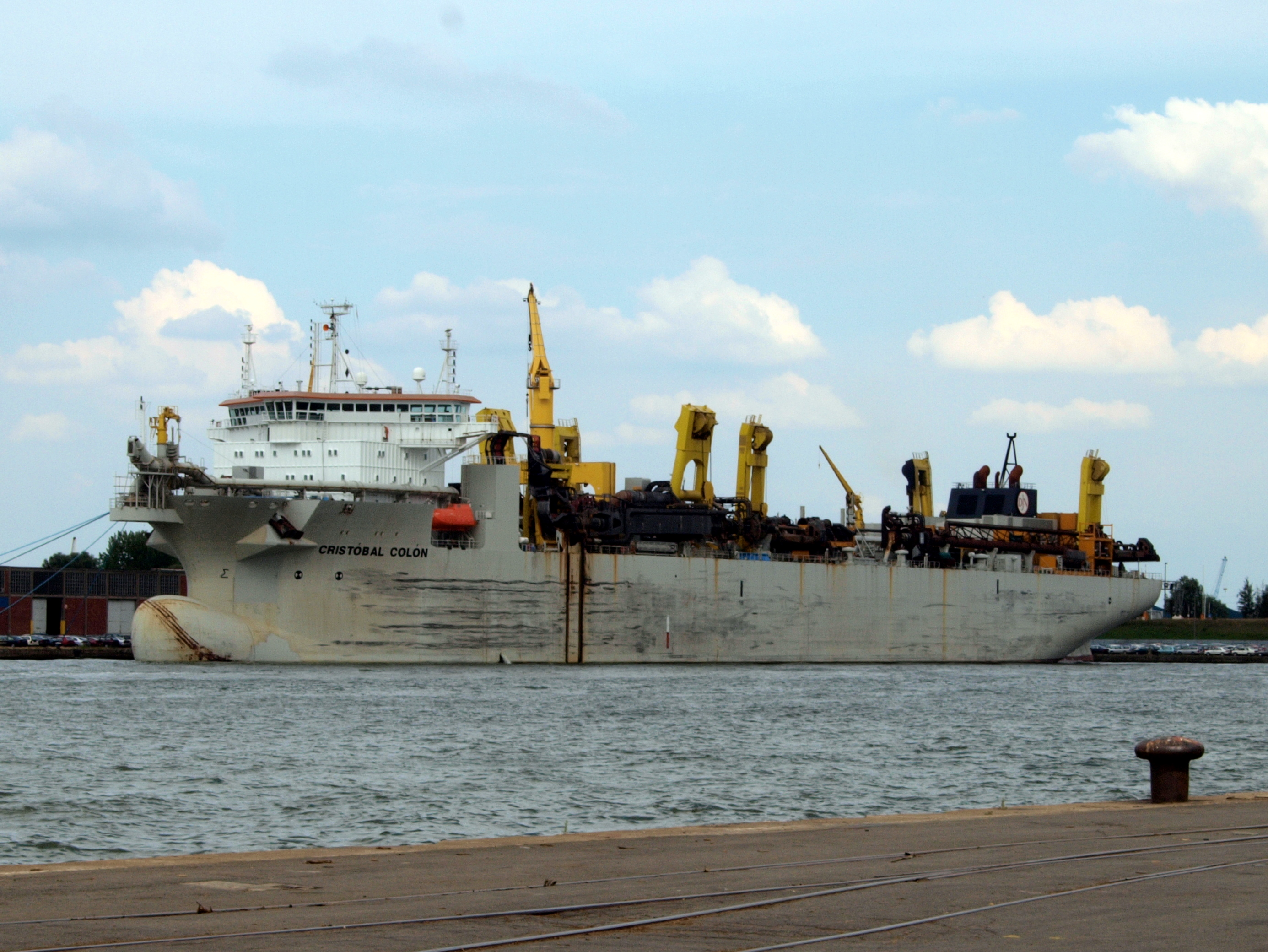
Die Cristóbal Colón, einer der größten Saugbagger

Die Jan De Nul Group ist ein 1938 von Jan De Nul gegründetes, von der Herkunft her belgisches Familienunternehmen, dessen traditionelle Schwerpunkte die Seebaggerei und die Landgewinnung sind. Die Konzernobergesellschaft der Jan De Nul Group ist heute die Sofidra S.A. mit finanztaktischem Sitz im luxemburgischen Capellen. Der tatsächliche Sitz der Gruppe befindet sich im belgischen Aalst.

## Bedeutung
Das Unternehmen unterhält eine große Flotte (81 Schiffe im Juli 2008) vor allem von Seebaggerschiffen, darunter mit der Cristóbal Colón und ihrem Schwesterschiff Leiv Eiriksson, die größten Hopperbagger der Welt. Auch die Vasco da Gama wird vom Unternehmen betrieben. Mitte 2015 wurde das Errichterschiff Vidar von dem Baukonzern Hochtief übernommen, der sich aus dem Offshore-Bereich zurückzog. Daneben betreibt die Jan de Nul Group die Verlegung von Untersee-Pipelines, mit einem nach Simon Stevin benannten Verlege-Schiff, Ingenieurbau, Hafenbau (wie Kaimauern), Deichbau und Altlasten-Sanierung. Mit dem Joint Venture „Scaldis“ bietet es Seeschwertransporte (etwa von Brückenteilen) und Schiffsbergung an.

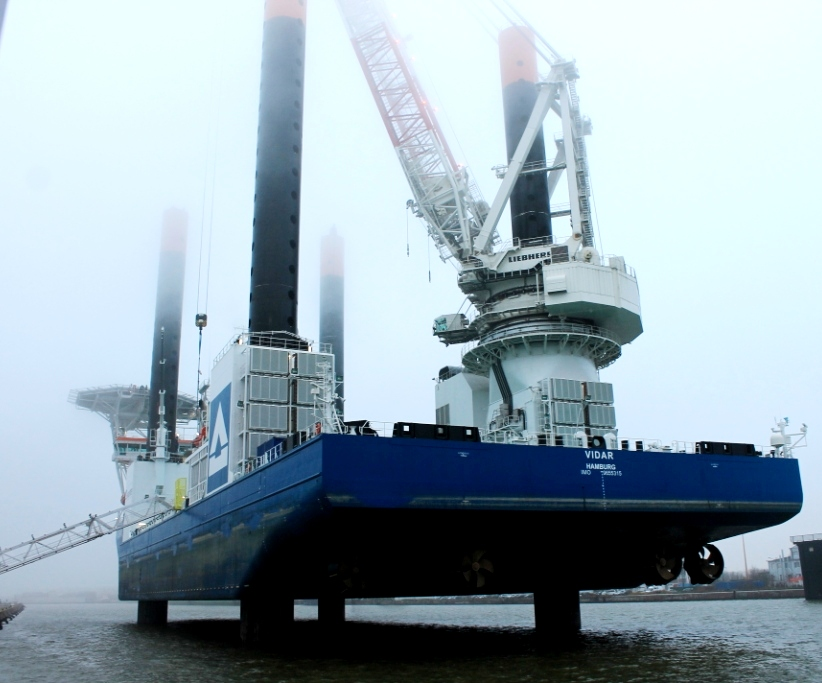

Das Unternehmen hat das Errichterschiff Vole au Vent ex Vidar (IMO: 9655315). Es ist ein Kranhubschiff mit vier Beinen à 90 m, einem 1200-t-Kran (27,5 m), 6 Motoren mit je 4000 kW, einer Fläche von Maße: 140,4 m × 41 m und Unterkünfte für 90 Personen. Es wurde 2013 bei der Crist-Werft bei Danzig (Polen) gebaut.
Im April 2019 bestellte die Jan de Nul Group ihr drittes Errichterschiff. Sein Kran soll über 3000 Tonnen heben können; es soll 2022 von COSCO Shipping Heavy Industry geliefert werden und Voltaire heißen.

## Konkurrenten
Hauptkonkurrenten sind unter anderem die belgische Dredging International und die niederländischen Unternehmen Royal Boskalis Westminster, Van Oord und Volker Stevin Marine Contracting (VSMC).